# Abraham Léon
Abraham Léon, född 22 oktober 1918 i Warszawa, död 7 oktober 1944 i Auschwitz, var en polskfödd trotskist av judiskt ursprung, uppväxt i Belgien. Vid andra världskrigets utbrott förespråkade Léon att arbetarna i alla länder skulle gå samman och stoppa kriget genom revolutionen. Efter att ha gripits av Gestapo i Charleroi i det tyskockuperade Belgien deporterades Léon till koncentrationslägret Auschwitz där han mördades.
Abraham Léon har skrivit boken Marxismen och judefrågan, som finns på svenska.